# Classics in the Key of G
Classics in the Key of G é um álbum de estúdio do saxofonista estadunidense Kenny G, lançado pelo selo Arista Records em 1999.
| Críticas profissionais                                                      | Críticas profissionais |
| Avaliações da crítica                                                       | Avaliações da crítica  |
| Fonte                                                                       | Avaliação              |
| --------------------------------------------------------------------------- | ---------------------- |
| Allmusic                                                                    | [ 2 ]                  |
| Esta tabela precisa de ser acompanhada por texto em prosa. Consulte o guia. |                        |

## Faixas
1. "Summertime" (com George Benson) - 6:46
2. "The Look Of Love" - 5:30
3. "What A Wonderful World" (vocal:Louis Armstrong) - 3:03
4. "Desafinado" - 5:54
5. "In A Sentimental Mood" - 4:55
6. "The Girl From Ipanema" (vocal:Bebel Gilberto) - 4:16
7. "Stranger On The Shore" - 3:08
8. "Body And Soul" - 7:21
9. "Round Midnight" - 6:26
10. "Over The Rainbow" - 8:08

## Single
| 1999 | "What a Wonderful World" | #22 |